# Xã Vermilion, Quận Erie, Ohio
Xã Vermilion (tiếng Anh: Vermilion Township) là một xã thuộc quận Erie, tiểu bang Ohio, Hoa Kỳ. Năm 2010, dân số của xã này là 4.945 người.